# The Cowboy's Baby
The Cowboy's Baby est un film muet américain réalisé par Francis Boggs et sorti en 1908.

## Synopsis
L'histoire des premiers pionniers dans l'Ouest américain.

## Fiche technique
- Réalisation : Francis Boggs
- Production : William Nicholas Selig
- Date de sortie :  États-Unis : 8 août 1908

## Distribution
- Fred Church